# Neusalza-Spremberg
Neusalza-Spremberg est une ville de Saxe (Allemagne), située dans l'arrondissement de Görlitz, dans le district de Dresde.